# 萨罗 (坎塔布里亚)
萨罗，是西班牙坎塔布里亚的一个市镇。总面积18平方公里，总人口528人（2001年），人口密度29人/平方公里。